# Mount Hodson
Mount Hodson är ett berg i Sydgeorgien och Sydsandwichöarna (Storbritannien). Det ligger i den östra delen av Sydgeorgien och Sydsandwichöarna. Toppen på Mount Hodson är 1 232 meter över havet.
Terrängen runt Mount Hodson är varierad. Mount Hodson är den högsta punkten i trakten. Det finns inga samhällen i närheten. 